# Julius Stockfleth
Julius Stockfleth (* 29. Januar 1857 in Wyk auf Föhr; † 1935 ebenda) war ein deutscher Zeichner und Maler.

## Leben

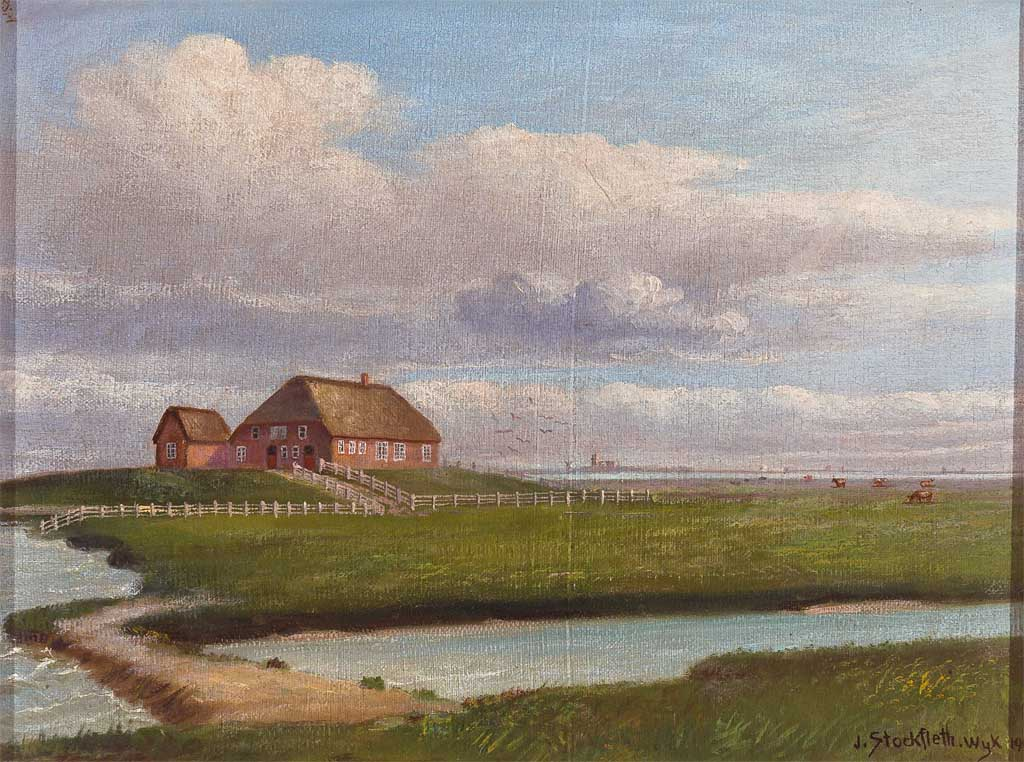
Julius Stockfleth: Hallig Langeneß (1919)

Julius Stockfleth war der Sohn von Friedrich August Stockfleth und dessen Ehefrau Louise, geb. Hansen. Sein Vater war Tischlermeister auf der Insel Föhr, seine Mutter Hausdame im Haus des dänischen Königs Christian VIII., wenn dieser mit seiner Familie zur Erholung auf Föhr weilte.
In Husum lernte er das Malerhandwerk. Wenn er von dort seine Heimatstadt Wyk auf Föhr besuchte, nahm er im Winter von Dagebüll aus das Eisboot, das er auf einer seiner Zeichnungen festgehalten hat. Die Familie wanderte 1883 in die USA aus und siedelte sich 1885 in Galveston an. Dort erlebte Stockfleth den Hurrikan des Jahres 1900, dem rund 8000 Menschen zum Opfer fielen. Unter diesen waren auch zahlreiche Mitglieder der Familie Stockfleth, doch Julius Stockfleth blieb verschont. Stockfleth war in Galveston als Kunstmaler tätig. Er malte im Hafen liegende Schiffe und fand bei deren Besatzungen guten Absatz für seine Bilder. Bekannt wurden seine Bilder von den Zerstörungen, die der Hurrikan angerichtet hatte.
Julius Stockfleth blieb unverheiratet; 1907 kehrte er mit seiner Schwester Leonore Wilson, der Witwe eines Tauchers, nach Wyk zurück. Sie starb 1927. Nach seiner Rückkehr nach Föhr malte er Motive seiner Heimat. Bis heute sind seine Werke in vielen Häusern zu finden. Eine Zusammenstellung seiner Föhrer Werke ist das Wyker Skizzenbuch.

## Kommentierte Zusammenstellungen
- Johannes Martens, Erik Moll (Hrsg.): Julius Stockfleth – Wyker Skizzenbuch. Boyens, Heide 2005, ISBN 978-3-8042-1245-9.
- James Patrick McGuire (Hrsg.): Julius Stockfleth – Gulf Coast Marine and Landscape Painter. Trinity University Press, San Antonio 1976, ISBN 0-911536-67-1.